# بروس رانر
بروس رانر (انگلیسی: Bruce Rauner؛ زادهٔ ۱۸ فوریهٔ ۱۹۵۷) تاجر و سیاست‌مدار جمهوریخواه اهل ایالات متحده آمریکا و فرماندار ایلینوی است.